# Белкарра
Белкарра (англ. Belcarra) — селище у провінції Британська Колумбія, Канада. Розташоване в окрузі Великий Ванкувер.

## Зовнішні посилання
- Village of Belcarra [Архівовано 16 травня 2022 у Wayback Machine.] - Офіційний сайт (англ.)